# La Cucaracha

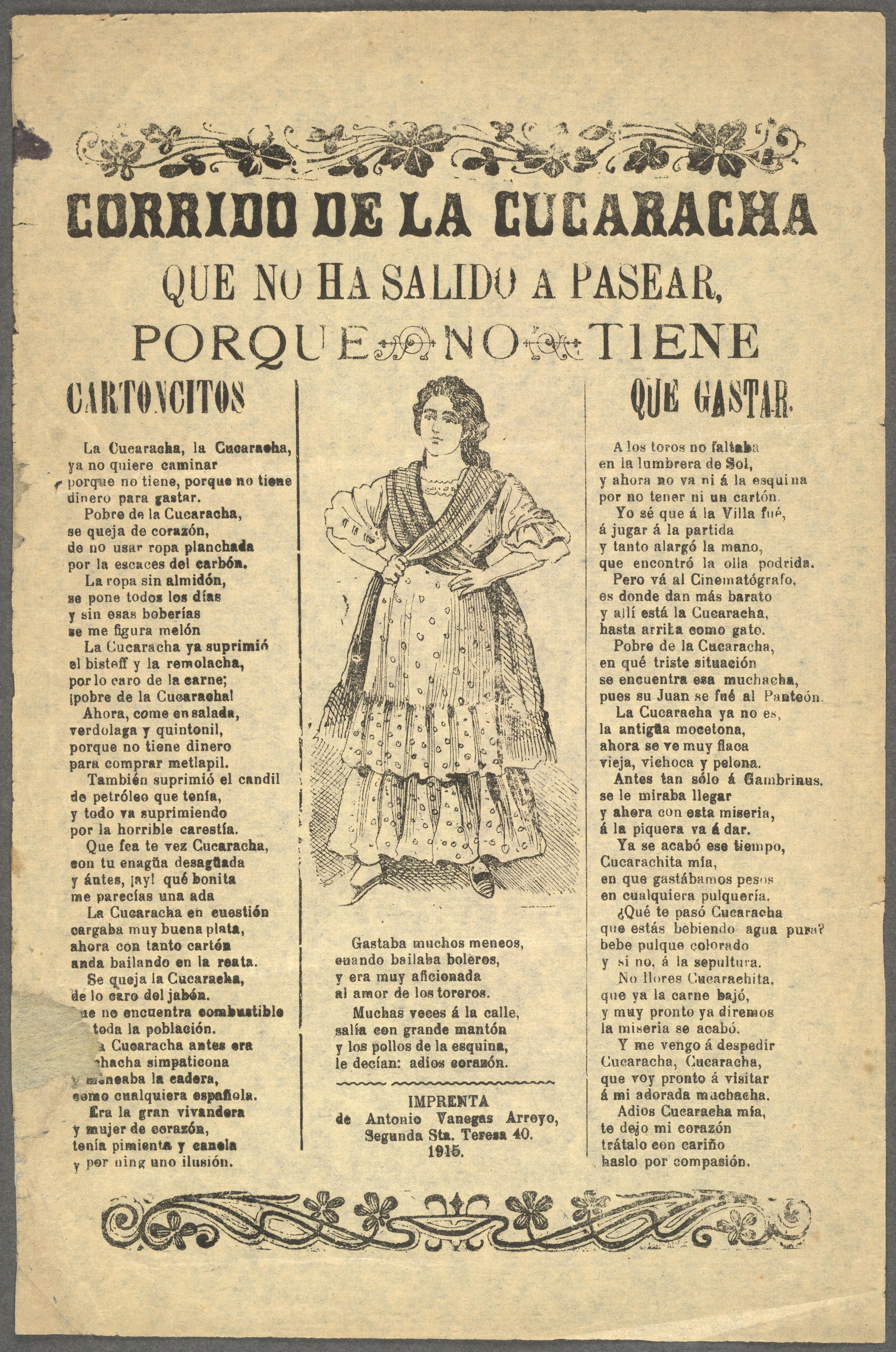
Blad met de tekst van La Cucaracha uit de tijd van de Mexicaanse revolutie

La Cucaracha (De Kakkerlak) is een bekend Spaanstalig lied, dat vooral populair is in Mexico.
De oorsprong van het lied is onbekend. De oudste versies die bekend zijn verwijzen naar het verjagen van de Moren uit Spanje door Ferdinand en Isabella in 1492. Voor 1818 dook het lied in Mexico op; in dat jaar schreef José Joaquín Fernández de Lizardi dat het lied naar Mexico werd gebracht door Spaanse zeelieden.
Er bestaat geen vaste versie van het lied. Er zijn honderden varianten bekend, en vaak wordt er wanneer La Cucaracha gezongen wordt ter plekke een tekst geïmproviseerd. Dikwijls heeft de tekst een satirische inhoud en verwijst naar politieke situaties. Uit de Mexicaanse Revolutie zijn zeer veel versies overgeleverd. Het refrein is meestal hetzelfde en gaat als volgt:
| La cucaracha, la cucaracha Ya no puede caminar Porque no tiene, porque le falta Un cigarro que fumar. | De kakkerlak, de kakkerlak Kan niet meer lopen Want hij heeft geen, want hem ontbreekt Een sigaar om te roken. |

Als laatste zin wordt ook weleens marijuana que fumar (marihuana om te roken) gezongen, een verwijzing naar Victoriano Huerta, een reactionair militair en dictator gedurende de Mexicaanse Revolutie die bekendstond als alcoholicus en drugsgebruiker. Ook wordt wel geopperd dat het lied over de auto van Pancho Villa gaat. Wanneer deze versie voor kinderen wordt gezongen, wordt de laatste regel doorgaans vervangen door limonada que tomar ("limonade om te drinken") of las patitas de atrás ("zijn achterpoten").
Voorbeelden van coupletten zijn:
| Una cosa me da risa: Pancho Villa sin camisa, Otra cosa me da horror, Al vil Huerta en camisón.           | Iets liet me lachen: Pancho Villa zonder shirt, Iets anders liet me schrikken, De slechte Huerta in zijn hemd. |
| Para sarapes, Saltillo; Chihuahua para soldados; Para mujeres, Jalisco; Para amar, toditos lados.         | Voor sarapes, Saltillo; Chihuahua voor soldaten; Voor vrouwen, Jalisco; Om lief te hebben, alle staten.        |
| Con las barbas de Forey, Voy a hacer un vaquerillo, Pa' ponérselo al caballo Del valiente don Porfirio.   | Met de baard van Forey, Ga ik een broek maken, Om aan te trekken aan het paard Van de dappere don Porfirio.    |
| Un panadero fue a misa, No encontrando que rezar, Le pidió a la Virgen pura, Marihuana pa' fumar.         | Een bakker ging naar de mis, Niet wetend wat te bidden, Hij vroeg aan de heilige maagd, Marihuana om te roken. |
| El que persevera alcanza, Dice un dicho verdadero, Yo lo que quiero es venganza, Por la muerte de Madero. | De aanhouder wint, Zegt een waar spreekwoord, Wat ik wil is wraak, Voor de dood van Madero.                    |
| Que bonitas soldaderas Cuando bailan el fandango. Viva Pánfilo Natera, El orgullo de Durango.             | Wat een mooie soldadera's Wanneer ze de fandango dansen. Leve Pánfilo Natera, De trots van Durango.            |